# Râul Pimoreanca
Râul Pimoreanca este un râu din România, afluent al râului Ismar. 